# Budućnost Podgorica (rugby)
El Club de rugby Budućnost es un club de rugby montenegrino de Podgorica, miembro de la Asociación Deportiva Budućnost. El club existe desde septiembre de 2012 y participa en el Campeonato de Montenegro de rugby a siete. Además del equipo masculino, también hay un equipo femenino. El club cuenta con el apoyo de Meridianbet desde 2023.